# ماثيو تورنر (ربان السفينة)
ماثيو تورنر (بالإنجليزية: Matthew Turner)‏ هو ربان السفينة أمريكي، ولد في 1825 في جنيف في الولايات المتحدة، وتوفي في 10 فبراير 1909 في بيركيلي في الولايات المتحدة.